# سرگذشت حاجی بابای اصفهانی

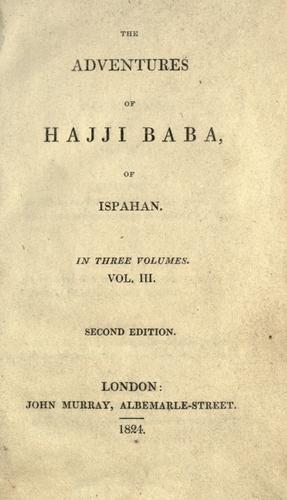

سرگذشت حاجی بابای اصفهانی کتابی منتشر شده در سال ۱۸۲۴ میلادی در لندن است که به انتقاد از آداب و رسوم ایرانیان میپردازد.
نویسنده کتاب جیمز موریه مأمور سیاسی دولت انگلستان در دوران سلطنت فتحعلی‌شاه است. وی در دیباچه کتاب نوشته که این کتاب سرگذشت زندگی فردی است که به دست او سپرده شده و او تنها آن را به انگلیسی ترجمه کرده‌ است، اما اعتقاد بر آن است که نویسنده این رمان خود اوست. 
رمان سرگذشت روزگار دلاک‌زادهٔ ادب آموخته‌ای است از اهالی اصفهان که در جوانی به خدمت یک تاجر ترک درآمده و پس از ماجراهایی طولانی به دربار قاجار راه می‌یابد و گزارشی از فساد اداری و شرایط اجتماعی این دوره به دست می‌دهد. موریه چهار سال بعد کتاب دیگری به نام حاجی بابا در لندن را منتشر ساخت که قسمت دوم این کتاب است.

## انگیزه نویسنده
در دوره فتحعلی شاه قاجار،  میرزا ابوالحسن خان ایلچی از بزرگان نامی اوایل دوره قاجار به‌عنوان نخستین سفیر ایران در انگلستان انتخاب شده و جیمز موریه او را تا لندن همراهی می‌کند. رفتارهای زننده سفیر ایران در انگلستان و تعریف‌های زشتی که پس از بازگشت به ایران در مورد خانم‌های انگلیسی می‌کرده باعث دلزدگی جیمز موریه و در پایان نگارش کتاب حاج بابای اصفهانی توسط وی که بیانگر شخصیت متداول ایرانیان آن دوره خصوصا شخص میرزا ابوالحسن خان بوده می‌شود.

## کلیت داستان
رمان، شرح احوالات حاجی بابا، دلاک‌زادهٔ ادب آموخته‌ای است از اهالی اصفهان که در جوانی به خدمت یک تاجر ترک درآمده و در سفر زیارتی‌شان به خراسان، اسیر ترکمانان می‌شود، به ترفندی از چنگ آنان می‌گریزد، به شهرهای بسیاری سفر می‌کند و به پیشه‌های گوناگون می‌پردازد. حاجی بابا سرانجام پس از ماجراهایی طولانی به دربار قاجار راه می‌یابد و گزارشی از فساد اداری و شرایط اجتماعی این دوره به دست می‌دهد. به‌ سخن دیگر، نویسنده این ماجراها را با طنز و هزل و هجو درآمیخته است، بر فقر ادبار جامعه، ضعف‌های اخلاقی صنف‌های گوناگون مردم، فساد دیوانیان و نیرنگ سیاستمداران، و دیانت ریایی تأکید ورزیده و اخلاق و احوال ایرانیان آن عصر را بی‌محابا به سُخره گرفته و از هیچ نیش و طعنى در حق طبقات ملت فروگذار نکرده است.

## ترجمه به فارسی
بنا به گزارش مهدی گنجوی، در سده نوزدهم حداقل سه ترجمه از «حاجی بابا‌ی اصفهانی» به فارسی صورت گرفته است.
1) ترجمه اعتمادالسلطنه که یازده گفتار اول را دربردارد و به دست‌خط (و ویرایش)‌ محمد حسین فروغی ذکا‌ءالملک است. محمدعلی فروغی در حاشیه‌ای که بر صفحه ابتدایی این نسخه نوشته است، آورده: «چون مرحوم اعتماد السلطنه بسیار کم حوصله و هم بسیار متلون» بود ترجمه را به پایان نرساند و «هوس‌های دیگر» پیش آمد. فروغیِ پسر که از کودکی‌اش جریان این ترجمه را به یاد دارد مدعی‌ست که اعتمادالسلطنه آن را از فرانسه به فارسی درمی‌آورد (با یاری‌رسانی عارف افندی) و به پدرش می‌داد «که به عبارت پاکیزه و شیرین درآورد».
2) ترجمه اسماعیل محلاتی (هویت نامعلوم) که ظاهرابه ناصرالدین شاه تقدیم شده است و حداقل چهل و دو گفتار از کتاب موریه را دربرمی‌گیرد.
3)میرزا حبیب اصفهانی که این اثر را به روش آزاد یا اقتباس به فارسی ترجمه کرده است. این ترجمه به دلیل نثر روان و یکدست یکی از نخستین شاهکارهای ترجمه در زبان فارسی است.
ترجمه میرزا حبیب اصفهانی ابتدا در هندوستان به نام احمد روحی به عنوان مترجم چاپ شد و تا مدت‌ها تصور می‌شد او این اثر را از فرانسه به فارسی برگردانده‌است اما بعداً به همت حسن کامشاد اثبات شد که ترجمهٔ این کتاب به فارسی کار میرزا حبیب اصفهانی است.
کریم امامی، مترجم و منتقد ترجمه، در مقاله‌ای که اولین بار در زمستان ۱۳۵۳ در دفتر هشتم کتاب امروز به چاپ رسیده است به بررسی دقیق این ترجمه (و مقایسهٔ آن با نسخه‌های انگلیسی و فرانسوی) پرداخته و نتیجهٔ او این است که این ترجمه هرچقدر خوب باشد ترجمهٔ دقیقی نیست و اضافات و کمی‌هایی دارد.

## قسمتی از کتاب
آنچه در زیر آمده خلاصه ایست از فصل ۱۹ این کتاب:
میرزا حکیم گفت رفتار فرنگی‌ها با رفتار ما ضد و نقیض است. به‌جای اینکه موی سر را بتراشند و ریش را ول کنند، ریش را می‌تراشند و موی سر را ول می‌کنند. روی چوب و تخته می‌نشینند ولی ما روی زمین می‌نشینیم، با کارد چنگال غذا می‌خورند ولی ما با دست می‌خوریم، آن‌ها همیشه متحرکند ولی ما همیشه ساکنیم، لباس تنگ می‌پوشند ما لباس گشاد، نماز نمی‌کنند ولی ما روزی ۵ وقت نماز می‌کنیم، در نزد آنها اختیار با زن است در نزد ما اختیار با مرد است، زنهایشان یک وری روی اسب می‌نشینند ولی زنان ما راست سوار می‌شوند، ایستاده قضای حاجت می‌کنند ما نشسته، شراب را حلال می‌دانند و کم می‌خورند ولی ما حرام می‌دانیم و زیاد می‌خوریم؛ ولی آنچه مسلم است این است که فرنگی‌ها نجس‌ترین و کثیف‌ترین مخلوق روی زمین هستند چرا که همه چیز را حلال می‌دانند و همه جور حیوانی می‌خورند حتی خوک، سنگ پشت و قورباغه. مرده را با دست تشریح می‌کنند بدون اینکه بعد از آن غسل میت بجا آورند. نه غسل جنابت سرشان می‌شود، نه تیمم بدل از غسل. اگر دیدی که فرنگی از چیزی که متعلق به توست خوشش آمده مبادا پیشکش بگویی که باخته‌ای، گفتن تو همان و بردن فرنگی همان.
«خواستم میمونی یا خرسی بخرم و لوطی شوم، دیدم تعلیمِ خرس خیلی زحمت و لوطی‌گری خیلی هنر و بی‌حیایی لازم دارد. خواستم روضه‌خوان و تعضیه‌گردان شوم، دیدم در این کار بی‌حیاییِ بیشتر لازم است. خواستم واعظ شوم، دیدم که اَحادیث و اَخبار باید جعل کنم و عربی نمی‌دانستم. خواستم فالگیر شوم، دیدم فالگیر در مشهد از سگ بیشتر است و همان می‌خورند که مرغِ خانگی می‌خورد. خواستم باز دلاک شوم، دیدم که پابند می‌شوم و مشهد جای ماندن نیست. دیدم که چَرسی و بَنگی در مشهد فراوان است و من هم از آن جَرگه بدم نمی‌آید، این بود که عاقبت‌الامر قرارِ کار را به قلیان فروشی دادم.»
«قصیده‌ای برای امین‌الدوله ساختم، الفاضش همه ذومعنیَین و ذو وجهین و اکثر عربی، چنانچه از کم سوادی همه را به مدحِ خود حمل کرد، و در حقیقت همه ذَم، بل که دشنامِ او بود. آری، بالای معنایِ رکیکه را چون لباسِ الفاظِ عربی پوشانند، رکاکتِ آنها اِزاله گردد.»
«ای یاران به ایرانیان دل مبندید چرا که وفا ندارند سلاح جنگ و آلت صلح ایشان دروغ و خیانت است؛ به هیچ و پوچ آدم را به دام می اندازند؛ هرچه به عمارت ایشان کوشی به خرابی تو می کوشند، دروغ ناخوش ایشان را فطری ایشان است؛ قسم شاهد این معنی؛ قسم های ملی و عیب ببینید، سخن راست را چه احتیاج به قسم است؟ به جان تو، به جان خودم، به مرگ اولادم، به روح پدر و مادرم، به سر شاه، به جیفه شاه، به مرگ تو، به ریش تو، به سلام و علیک، به نان و نمک، به پیغمبر، به اجداد طاهرین، به قبله، به قرآن، به حسن، به حسین، به چهارده معصوم، به دوازده امام، از اصطلاحات سوگند ایشان است. خلاصه، از روح و جان مرده و زنده گرفته تا سر و چشم مقدس و ریش و سبیل مبارک و دندان شکسته و بازوی بریده تا به آتش و چراغ و آب حمام هم مایه می گذارند تا دروغ خود را راست نمایند.»

### سوالات شاه از سفیر
اولا: بر ذِمَّتِ همتِ تو لازم است که به درستی تحقیق کنی که وسعتِ مُلکِ فرنگستان چه‌قدر است، کسی به نام پادشاهِ فرنگ هست یا نیست و در صورتِ بودن، پایتختش کجاست؟
ثانیا: فرنگستان عبارت از چند ایل است؟ شهرنشین‌اند یا چادرنشین؟ خَوانین و سرکردگانِ ایشان کیان‌اند؟
ثالثا: در بابِ فرانسه غور رسیِ خوبی بکن و ببین فرانسه هم یکی از ایلاتِ فرنگ است یا گروهی دیگر است و مَلِکی دیگر دارد؟ بُناپورت نام کافری که خود را پادشاه فرانسه می‌داند کیست و چه کاره است؟
رابعا: در بابِ انگلیسان تحقیقِ جداگانه و علاحِدَه بکن و ببین که ایشان که در سایهٔ ماهوت و پهلوی قلمتراش این همه شهرت پیدا کرده‌اند، از چه قماش مردم و از چه قبیل قوم‌اند؟ این که می‌گویند در جزیره ساکن‌اند، ییلاق و قشلاق ندارند، قوتِ غالبشان ماهی است، راست است یا نه؟ اگر راست باشد، چه‌طور می‌شود که یکی در یک جزیرهٔ کوچکی بنشیند و هندوستان را فتح کند؟ پس از آن، در حلِ این مسئله که این همه در ایران به دهان‌ها افتاده صرفِ مَساعی و اقدام بنما و نیک بفهم که در میانِ انگلستان و لندن چه نسبت است؟ آیا لندن جزوی از انگلستان است یا انگلستان جزوی از لندن؟
خامسا: به علم الیقین، تحقیق کن قومپانیِ هند که این همه موردِ مباحث و محلِ گفت‌وگوست، با انگلستان چه رابطه‌ای دارد؟

## برخی حاشیه‌ها
- برخی وقایع کتاب ریشه در خاطرات نویسنده دارد مثلاً به موضوع معرفی سیب‌زمینی به دربار ایران پرداخته است. با این حال اکثر وقایعی که در این کتاب نقل شده داستان‌پردازی است اما برخی مطبوعات بعضی از آن‌ها را با واقعیت اشتباه گرفته‌اند. مثلاً نامه منتسب به فتحعلی شاه که این گونه شروع می‌شود، بخشی از رمان است: «از جمله اولاً بر ذمت همت تو لازم است که به‌درستی تحقیق کنی که وسعت ملک فرنگستان چقدر است؟ کسی بنام پادشاه فرنگ هست یا نه؟ و در صورت بودن، پایتختش کجاست؟.....»
- در بخشی از داستان به اسیر کردن زنان گرجی در جریان جنگ با روسیه و فرستادن آن‌ها به حرمسرای صاحب‌منصبان ایران اشاره کرده‌است. این وقایع چند سال بعد موجب به غائله قتل الکساندر گریبایدوف شد.
- در مقدمه کتاب دوم یک نامه و پاسخ آن درج شده. نویسنده نامه کسی است که به تازگی به مقام صدراعظمی رسیده (الهیار خان آصف‌الدوله) است. او می‌گوید که می‌داند شخصیت «میرزا فیروز» در واقع خود آصف‌الدوله بوده‌است.

## عکس العملها به کتاب
- انتشار این کتاب موجب خشم فتحعلی‌شاه شد. نویسنده در مقدمه قسمت دوم کتاب به این موضوع اشاره کرده‌است.

- مجتبی مینوی : «بعد از ترجمه رباعیات خیام شاید هیچ کتاب انگلیسی به اندازه «سرگذشت حاجی بابای اصفهانی» ایران و ایرانی را بر سر زبان اروپاییان نینداخته باشد. می‌دانید که این کتاب به فارسی ترجمه شده است و مترجمش «میرزا حبیب دستان بنی» بوده، و بسیار خوب انشا کرده است. اگر آن را نخوانده‌اید حتما بخوانید و اگر هم خوانده باشید به یک بار دیگر خواندن می‌ارزد»[۸]

- والتر اسكات، آن را یکی از قطعات زیبای ادبیات پرماجرای عامه شمرد و شایسته  دانست که با داستان ژیل بلاس اثر لساژ، در یک ردیف قرار داده شود .[۹]

## سینما

در سال ۱۹۵۴ فیلمی به همین عنوان ساخته شد. به جز عنوان، بخشی از این فیلمنامه نیز از داستان حاجی بابا اقتباس شده‌است اما در فیلم به ماجرای زندگی پرنسس فوزیه، پرنس نصرالدین و خلیفه می‌پردازد که به‌طور کلی خارج از داستان کتاب است. در این فیلم جان درک در نقش حاجی‌بابا، الین استوارت در نقش پرنسس فوزیه، آماندا بلیک در نقش سرکرده ترکمن‌ها و توماس گومز در نقش عثمان‌آقا به ایفای نقش پرداخته‌اند.